# Arctoconopa taimyrensis
Arctoconopa taimyrensis är en tvåvingeart som först beskrevs av Paul Lackschewitz 1964.  Arctoconopa taimyrensis ingår i släktet Arctoconopa och familjen småharkrankar. Inga underarter finns listade i Catalogue of Life.